# Actinote umbrata
Actinote umbrata är en fjärilsart som beskrevs av D'almeida 1935. Actinote umbrata ingår i släktet Actinote och familjen praktfjärilar. Inga underarter finns listade i Catalogue of Life.